# Ааня (кратер)
Кратер Ааня (англ. Craters Áine) — метеоритний кратер на Європі, супутнику Юпітера.

## Характеристики
Утворився на місці падіння на поверхню супутника Європа космічного метеорита, якого притягнув у свою орбіту масивний Юпітер. Внаслідок чого сформувався ударний кратер з діаметром 5 кілометрів. Центр кратера знаходиться за координатами 43° пд. ш., та 177.5° зх. д.
Вперше про льодовий кратер довідалися в 2000 році, після дослідження поверхні супутника телескопами з Землі. Названий на ім'я богині Аані, героїні кельтської міфології.